# Michał V (prawosławny patriarcha Antiochii)
Michał V – prawosławny patriarcha Antiochii w latach 1523–1541.